# Szabadkai Műszaki Szakfőiskola
Az 1960-as évben a Vajdasági Autonóm Tartomány tartományi tanácsának határozatával megalakult a Szabadkai Elektrotechnikai és Gépészeti Főiskola, amely először 1962-ben Szabadkai Műszaki Főiskolává alakult át, majd 2007-ben a Szabadkai Műszaki Szakfőiskola lett az Intézmény hivatalos neve. Az Intézmény fennállása óta folyamatosan magas szinten oktat mérnökhallgatókat, amelynek köszönhetően Szerbia egyik vezető intézményévé vált a műszaki felsőoktatás területén. Az Intézmény fennállásának eddigi ideje alatt több ezer mérnök szerezte meg diplomáját a különböző műszaki és mérnökszakokon, akik a mai napig is a tágabb régió műszaki, ipari fejlődésének egyik alapkövét képezik. Az Intézményben diplomát szerzett mérnökök között megtalálhatóak egyaránt szerb és magyar anyanyelvű volt hallgatók is. Ez az 1974-ben bevezetésre került kétnyelvű oktatásnak köszönhető, amely lehetővé teszi, hogy az Intézmény összes szakirányán a szerb nyelv mellett teljes egészében magyar nyelvű oktatás is zajlik. Mindemellett, az Intézmény számára fontos, hogy az itt végzett mérnökök az elméleti tudás megszerzése mellett a gyakorlati tudást is magas szinten el tudják sajátítani. Emiatt az intézmény oktatási rendszere két fő pillérre összpontosul. Egyrészt, a megfelelő elméleti alapokra és a legújabb műszaki-tudományos eredmények oktatására összpontosít. Másrészt, a jól felszerelt laboratóriumokban az Intézmény hallgatóinak lehetősége van az elméleti tudás gyakorlatban való alkalmazására, és a régióban jelenlévő vállalatokkal való sikeres együttműködésnek köszönhetően a szakmai gyakorlat lebonyolítására is.

## Története
1960-ban a Vajdaság Autonóm Tartomány megalapította Szabadkán a Elektrotechnikai és a Gépészeti főiskolákat. Két évre rá, a megalapításukat követően, a két főiskolát egyesítették Szabadkai Műszaki Főiskola néven. Az 1962-ben megalakult Intézmény elsődleges célja a helyi, illetve regionális ipar gépész- és villamosmérnökök iránti szükségletek kielégítése volt. E célok elérése érdekében, az Intézmény számos alkalommal javította oktatása színvonalát és nagy fejlődésen ment keresztül megalakulása óta:
Kulcsfontosságú dátumok az Intézmény történetében:
1960 – megalakult a Szabadkai Elektrotechnikai és Gépészeti Főiskola
1962 – a Szabadkai Elektrotechnikai és Gépészeti Főiskola összevonásával megalakult a Szabadkai Műszaki Főiskola
1972 – bevezetésre kerül az Automatika szakirány
1974 – bevezetésre kerül a kétnyelvű oktatás (magyar és szerb nyelven)
1976 – az oktatás valamennyi szakirányon és évfolyamon teljes egészében magyar nyelven is folyik
1982 – bevezetésre kerül a Villamosmérnöki szakirány. Ezzel egyidejűleg az Intézmény részt vesz egy nemzetközi konferencia megtartásával kapcsolatos tevékenységben is. A Science in Practice (SIP) konferencia 6 felsőoktatási intézmény (két német, két magyar, egy horvát és egy szerb – Szabadkai Műszaki Szakfőiskola) együttműködésének eredményeképp indul útnak.
1997 – bevezetésre kerül az Informatika és mechatronika szakirány
2000 – bevezetésre kerül a 6 féléven át tartó oktatás az összes szakirányon. Ezzel egyidejűleg a Szabadkai Műszaki Szakfőiskola az első intézmények között vezeti be Szerbiában a felsőoktatás befejezéséhez szükséges minimum 180 tanulmányi kreditpontszámot.
2003 – a magyarországi Óbudai Egyetemmel karöltve megrendezésre kerül az első nemzetközi konferencia intelligens mérnökrendszerek témában – SISY (International Symposium on Intelligent Systems and Informatics)
2007 – a bolognai rendszerrel összhangban új szakirányok kerültek bevezetésre (Termékfejlesztés és Mechatronika, Termotechnika és Ökológia, Elektronika és Telekommunikációk, Automatika és Energetika, Számítástechnika, Internet és Elektronikus Ügyvitel)
2007 – az új szakirányok bevezetése után az Intézmény a Szabadkai Műszaki Szakfőiskola néven folytatja működését
2011 – az Intézmény megrendezi az első MECHEDU – Mechatronics in Education and Practice nemzetközi konferenciát. Az esemény azóta is minden második évben megrendezésre kerül.
2011 – bevezetésre kerül a Műszaki Kommunikációs Menedzsment szakirány
2012 – bevezetésre kerül a Mechatronika szakirány és a MECHEDU – Mechatronics in Education and Practice határon átnyúló projekt eredményeként akkreditálták a Mechatronika szakirányt a szakképzés első és második szintjén. Ezen felül a korábban akkreditált tanulmányi programokat újra akkreditálták.
2016 – az Intézmény a Szabadkai IT Klaszter tiszteletbeli tagja lett.
2017 – megrendezésre kerül az első Nyílt Nap az Intézmény épületében.
2018 – a 2018-as évtől kezdve a Szabadkai Műszaki Szakfőiskola a jATES – Journal of Applied Technical and Educational Sciences (online ISSN 2560-5429) nemzetközi folyóirat kiadója
2018 – az Intézmény megkapta az Erasmus Chartot, így a Szerb Köztársaság azon kevés főiskoláinak egyike lett, amely teljesítette az Erasmus program nemzetközi együttműködéséhez szükséges előfeltételeket.
2020 – az Intézmény együttműködési megállapodást írt alá a Debreceni Egyetemmel és további hét Kárpát-medence területén elhelyezkedő felsőoktatási intézménnyel. Ezen együttműködés részeként az Intézmény csatlakozott a gazdasági tudományterületen működő Kárpát-medencei Tudományos Platformhoz.
2020 – a 2020-as év óta a Szabadkai Műszaki Szakfőiskola partner intézményként tevékenykedik az International Conference on Central European Critical Infrastructure Protection – ICCECIP szervezésében, amelyet Budapesten tartanak.
2020 – új akkreditációs kérelmek elfogadásra kerültek és az Intézmény 5 BSc (Gépészet, Elektrotechnika, Mechatronika, Informatika, Mérnöki Menedzsment) szakirányán. Az MSc szakirányon még folyamatban van az akkreditációs kérelmek elfogadása (Informatika).

## Szervezeti felépítése
A főiskola irányító szerve az iskolatanács. Szakmai szervei közé tartozik a tantestület, a kollégium, a diákparlament és a minőség-ellenőrző tanács. A végrehajtói hatalmat a főiskola igazgatója képviseli.

## Oktatási programok
A 2020-as új akkreditációs kérelmek elfogadása után az Intézmény jelenleg öt BSc szakirányon végzi az oktatást.
ELEKTROTECHNIKA
- Általános kompetenciák: A végzett hallgatók megfelelő tudással és készségekkel fognak rendelkezni, hogy az elektrotechnika területén felmerülő gyakorlati problémákat kezeljék és megoldják. Tanulmányaik befejeztével zökkenőmentesen be fognak kapcsolódni a nagy-, közép- és kisvállalatok munkájába, amelyek mindennapi tevékenységben villamossági szaktudást igényelnek. A végzett hallgatóknak meglesz a képességük arra, hogy a villamosmérnöki szakterületre jellemző módszerek és eljárások ismeretében, a megszerzett gyakorlati tudás alkalmazásával önállóan megfogalmazzanak különböző projektfeladatokat.
- Tantárgy-specifikus kompetenciák: A szakspecifikus képességek között szerepel a villamossági rendszerek optimalizálása, a műszerek, mérési módszerek és elektrotechnikai berendezések, villamossági anyagok, villamossági és elektronikai alkatrészek ismerete. Ide tartozik továbbá az elektronikai tervezés és az FPGA tervezés szoftver ismerete, nyomtatott áramkörök tervezése és tesztelése, valamint a robotok és automata gépek felügyelete és programozása.
- A hallgatók a hároméves képzést követően felkészültek az emberi, anyagi és energetikai erőforrások optimális felhasználására, kivitelezési munkák és műszaki átvétel elvégzésére, karbantartásra, hibakeresésre és elhárításra, minőség-ellenőrzésre, munkavédelemre, valamint szabványok alkalmazására és műszerek hitelesítésére, az etika és szakmai felelősség ismeretében.
- Szakmai végzettség megnevezése: Villamosságtan és számítástechnika mérnöke

GÉPÉSZET
- Általános kompetenciák: A végzett hallgatók megfelelő tudással és készségekkel fognak rendelkezni, hogy a gépészet területén felmerülő gyakorlati problémákat tudják kezelni és megoldani. A szakon olyan gépészeti szaktudásra tesznek szert, amellyel tanulmányaik befejeztével zökkenőmentesen be fognak kapcsolódni az adott területen dolgozó nagy-, közép- és kisvállalatok munkájába. A végzett hallgatóknak meglesz a képességük arra, hogy a gépészmérnöki szakterületre jellemző módszerek és eljárások ismeretében, a megszerzett gyakorlati tudás alkalmazásával, önállóan megfogalmazzanak különböző projektfeladatokat.
- Tantárgy-specifikus kompetenciák: A szakspecifikus kompetenciák között szerepel különböző gyakorlati problémák és azok gépészeti megoldásainak elemzése, valamint a tervezői, optimalizációs és koordinálási képességek. Fontos készségek sorába tartozik továbbá a korszerű gépész- technológiai megoldások rendszerszerű bevezetése, új gépgyártási technológiák kidolgozása, gépelemek gyártásával és szerelésével kapcsolatos mérési és technológiai megoldások alkalmazása, a megrendelő igényeit kielégítő gépelemek és alkatrészek tervezése és méretezése, optimális integrált termékfejlesztés, valamint szerszám- és készülékváltozat megtervezés képessége. Ezek mellett ide sorolható az optimális gyártási és szerelési technológia kiválasztása, mechatronikai berendezések szintézise, és az erőforrások, de különösen a megújuló energiaforrások, és emberi erőforrások felhasználásának optimalizálása.
- A hallgatók a hároméves képzést követően felkészültek a műszaki problémák értelmezésére és azok megoldására. Rendelkeznek a gépészet és gépészeti technológiák terén szükséges képességekkel, hogy a szakon felmerülő egyszerűbb problémákra önálló megoldásokat adjanak, valamint, hogy hatékonyan dolgozzanak akár önállóan, akár csapatmunkában, akár pedig egy kisebb csoport csapatvezetőjeként, az etika és szakmai felelősség ismeretében.
- Szakmai végzettség megnevezése: Gépészmérnök

INFORMATIKA
- Általános kompetenciák: A végzett hallgatók megfelelő tudással és készségekkel fognak rendelkezni, hogy az információs technológiák területén felmerülő gyakorlati problémákat kezeljék és megoldják. Tanulmányaik során megfelelő tudásanyagra tesznek szert, hogy tanulmányaik befejeztével zökkenőmentesen bekapcsolódjanak olyan cégek munkájába, ahol napi szinten szükséges az számítástechnikai szaktudás. A végzett hallgatók készségei közé tartozik a számítógépes projektumok tervezése, a multimédia tartalmak létrehozása, jártasság a modern információs és kommunikációs technológiákban (IKT), illetve az a készség, hogy egy adott rendszer vagy alkalmazás fejlesztéséhez a legmegfelelőbb hardvert és szoftvert kiválasszák és döntésüket szakmailag megindokolják.
- Tantárgy-specifikus kompetenciák: A szakspecifikus kompetenciák között szerepel, hogy átlátják és megértik a hardver, szoftver és számítógépes hálózatok működését, járatosok a programozási nyelvek használatában, adatbázisok tervezésében, problémaelemzésben, illetve a megfelelő algoritmusok segítségévél történő problémamegoldásban. A diplomásoknak megvan a megfelelő szaktudásuk arra, hogy tudják kezelni az elméleti modell és a megvalósítás között felmerülő különbségeket, számítógépes hálózatokat tervezni, biztonsági technológiákat alkalmazni különböző szoftver és hardver rendszerekben és hálózatokban, kliens/szerver alkalmazásokat fejleszteni, web szerverek beállítani, valamint mobil, illetve desktop alkalmazásokat fejleszteni és tesztelni. Ezek mellett a készségek sorába tartozik a multimédia elemek létrehozása, videók és animáció feldolgozása, a kép- és hangfeldolgozás, valamint az adatbázisok tervezése, kialakítása és karbantartása.
- A hallgatók a hároméves képzést követően felkészültek az információs technológiák és számítástechnika fejlesztésével kapcsolatos feladatok önálló megoldására, saját számítógépes ismereteik átadására, csapatmunkára, valamint kisebb létszámú csapat vezetésére, az etika és szakmai felelősség ismeretében.
- Szakmai végzettség megnevezése: Információs technológiák és rendszerek mérnöke

MECHATRONIKA
- A mechatronika mérnökképzés sok tekintetben eltér a hagyományos mérnöki szakirányoktól. Alapjában véve gépészmérnöki képzéshez áll legközelebb mivel mindig egy gép, egy mechatronikai berendezés áll a középpontban és ezt kell elektronikával és informatikával megtámogatni. A képzés szerteágazóbb, mint a hagyományos gépész és villamosmérnöki képzések mivel nem egy területre fókuszál, minden területről a legfontosabb témákat tárgyalja.
- A hallgatók mindhárom szakterületről megtanulják a legfontosabb és leghasznosabb tananyagot. A gépészeti ismeretek közül azokat a tárgyakat hallgathatják együtt a gépész hallgatókkal, amelyek alapjait képezik a gépészmérnök szakmának, mint a mechanika, szilárdságtan, anyagismeretek, gépelemek, géptervezés, pneumatika stb. A gépészmérnöki szakon tanuló hallgatók több gépészeti tárgyat hallgatnak, de ez a néhány tantárgy elegendő ahhoz, hogy a mechatronika hallgatók is rendelkezzenek megfelelő gépészeti ismeretekkel. Megtanulják, hogyan kell egy gép 3D modelljét lerajzolni és a műhelyrajzokat előkészíteni, kiszámolni a megfelelő szerkezetek teherbírását, a szabványos elemek jelöléseit és használatát, illetve egy teljes tervdokumentáció elkészítését. Egyszóval minden szükséges kompetenciát ahhoz, hogy egy mechatronikai berendezés gépészeti tervezését meg tudják valósítani.
- A villamosmérnöki ismeretek közül legfontosabbak azok az elektronikai ismeretek, amelyek megjelenhetnek egy mechatronikai berendezésnél. A hallgatók a villamosmérnöki területek közül az elektrotechnika alapjai, villamos mérések, analóg és digitális elektronika, jelfeldolgozás témaköröket dolgozzák fel. Az elektronikai ismeretekhez szorosan kapcsolódnak a különböző irányítástechnikai és programozási kompetenciák. Ezek az ismeretek szükségesek ahhoz, hogy egy berendezés működését beprogramozzák. A képzés során a hallgatók elsajátítják az irányítástechnikai és programozói ismereteket valamint az ipar világában nélkülözhetetlen PLC és az ipari robot programozást is.
- A munkaerőpiacon a mechatronika mérnökök óriási lépéselőnnyel indulnak képzésük sokrétűségének köszönhetően. A mai színes munkaerőpiacon a mechatronika mérnökök jelentkezni tudnak a gépészmérnöki, a villamosmérnöki és akár a programozói állás lehetőségekre is mivel mindhárom témakörben jártasak. Lehet, hogy szakmai tudásuk egy-egy témakörben nem a legmélyebb, de ezt a hátrányt a munkatapasztalattal gyorsan behozzák. A mechatronika mérnökök 3D gépész modellezés munkakörben, PLC és robot programozó munkakörben, beágyazott rendszerek programozása és akár különféle kutatás-fejlesztés munkakörben is megtalálják helyüket.

MÉRNÖKI MENEDZSMENT
- Általános kompetenciák: A végzett hallgatók megfelelő tudással és készségekkel fognak rendelkezni, hogy a mérnöki menedzsment területén felmerülő gyakorlati problémákat tudják kezeljék és megoldják. Az olyan szakon műszaki, mérnöki és vezetői és menedzsment szaktudásra tesznek szert, amellyel tanulmányaik befejeztével zökkenőmentesen be tudnak kapcsolódni az adott területen dolgozó cégek munkafolyamatába. A hallgatók elsajátítják az önálló analízis, szintézis és értékelés módszereit, amelyeket alkalmazni tudnak majd a cégek ipari mérnöki, ipari menedzsment, és üzleti folyamataiban.
- Tantárgyspecifikus kompetenciák: A szakspecifikus kompetenciák technológiai, az információs technológiai, a vállalatszervezés és -irányítás ismeretekre épülnek. A végzett hallgatók olyan készségekkel rendelkeznek, amelyek segítségével átlátják a szolgáltatásnyújtás és termelésmenedzsment folyamatait. Emellett elsajátítják a sikeres vállalattervezéshez, vezetéshez, irányításhoz szükséges elméleti és gyakorlati tudást. A tanulmányok során különös figyelmet fordítunk arra, hogy a hallgatók jól tudjanak csapatban dolgozni és elsajátítsák a szakmai és üzleti etika alapismereteit. A tanulmányok befejeztével a hallgatók tudni fogják a gazdasági folyamatokban alkalmazni a minőségirányítás alapelveit, optimalizálni az emberi erőforrásokat, valamint követni és alkalmazni a különböző HR trendeket.
- A hallgatók a hároméves képzés befejeztével a hallgatók képesek lesznek önállóan és eredményesen irányítani, megszervezni és felügyelni egy vállalat üzleti folyamatait. Felkészültek az üzleti folyamatok, mérnöki, gazdasági folyamatok megszervezésére, könyvelés és statisztika alkalmazására, műszaki- menedzseri-vezetési problémák értelmezésére és azok megoldására, csapatmunkára és a vállalat alkalmazottainak motiválására megfelelő HR-es módszerekkel. A végzett hallgatók emellett rendelkezni fognak megfelelő tudással és készségekkel, hogy különböző műszaki és gazdasági területhez kapcsolódó projektumokat önállóan megtervezzenek és vezessenek, valamint felvázolják a szükséges innovációs folyamatokat, és ezáltal lépést tartsanak az egyre változó műszaki-gazdasági környezet követelményeivel.
- Szakmai végzettség: Mérnök-menedzser

## Hazai és nemzetközi projektek
Az Intézmény fennállása óta számos nemzetközi és szerbiai projektben vett részt: 
- 2011–2013: az Establishing and capacity building of the Suthern Serbian Academy and National Conference for Vocational Higher Education in Serbia – ECBAC projekt keretén belül egy Tempus-projektben
- 2011–2013: a CONGRAD projekt keretén belül egy Tempus-projektben
- 2012–2014: az Improvement of Product Development Studies in Serbia and Bosnia Herzegovina – IPROD projekt keretén belül egy Tempus-projektben
- 2013–2015: a Fostering students’ entrepreneurship and open innovation in university-industry collaboration – iDEA Lab projekt keretén belül egy Tempus-projektben
- 2018–2020: a RILIAM – „Regional Innovation Laboratory for Industrial Automation and Mechatronics“[6] néven futó projektben melynek intézményünk a vezetője, a partnerek pedig a Szegedi Tudományegyetem, a Csongrád megyei Ipari Kamara és a Szabadkai Üzleti Inkubátor
- 2018 – 2020: a C-AGRODEV – „Cross-border Agrobusiness Development Program“,[7] melyben intézményünk partnerként vesz részt
- 2020: “H2020” projekt mely a „Kutatók éjszakája”[8] rendezvényt szervezi Vajdaságban. Intézményünk a szabadkai rendezvény szervezője
- 2020–2022: a Poly-Universe in Teacher Training Education Erasmus+ projektben
- 2021–2022: a RILIAM I-4.0 – „Regional Innovation Laboratory for Industrial Automation and Mechatronics” projektben melynek intézményünk a vezetője, a partnerek pedig a Szegedi Tudományegyetem, a Csongrád megyei Ipari Kamara és a Szabadkai Üzleti Inkubátor

## Csereprogramok és nemzetközi kapcsolatok[9]
A közelmúltban megalakult Nemzetközi Iroda kitartó munkásságának köszönhetően az Intézmény 2018-ban elnyerte az Erasmus Chartert, így az a néhány szerbiai főiskolához tartozik, amelyek eleget tettek az Erasmus programban való részvételi feltételeknek. Ez után 2019-ben az Erasmus+ szerződést aláírta az Intézmény, mely lehetővé teszi az individuális mobilitást tanulás céljából. Mindemellett az Intézmény az Erasmus+ felsőoktatásban való stratégiai partnerségen belül és a következő információ-biztonsági témában is részt vesz (2018–2021) ISSES – „Information Security Services Education in Serbia.“
Az Erasmus+ programon kívül az Intézmény több intézményközi megállapodást írt alá a hallgatói, illetve oktatói mobilitást illetően külföldi Egyetemekkel, valamint több bilaterális egyezményt is aláírt a kutatás-fejlesztés területén. Ezen felül 2005 óta hat CEEPUS hálózat tagja, amely egyedülálló Szerbiában, és 2016-tól a Makovecz program résztvevője is.

## Legjelentősebb események és konferenciák az Intézmény történetében
A különböző nemzetközi és tartományi projektek mellett a Szabadkai Műszaki Szakfőiskola szervezője, illetve társszervezője négy nemzetközi konferenciának is:
- Sisy (IEEE International Symposium on Intelligent Systems and Informatics)[12] az Óbudai Egyetemmel, mely 17 éve kerül megrendezésre,
- Mechedu (Mechatronics in Eduacation and Practice)[13] melyet iskolánk önállóan szervez 2011-től,
- SIP (Science in Practice)[14] mely több mind 35 éve kerül megszervezésre és hat intézmény vesz rajta részt: a Schweinfurti és a Brémai alkalmazott tudományok egyetemei, a Pécsi Egyetem, az Óbudai Egyetem, az Eszéki Egyetem és a Főiskola,
- ICCECIP (International Conference on Central European Critical Infrastructure Protection), mely szervezője az Óbudai Egyetem, partnerintézmények pedig a Főiskola mellett egy-egy lengyelországi, szlovákiai, csehországi és ukrajnai egyetem.

## Az Intézmény partnerei
Az Intézmény számára kiemelkedően fontos, hogy olyan szakmai kádert képezzen, akik nemcsak elméletben ismerkednek meg a mérnöktudományokkal, de ezeket könnyedén és gyorsan át is tudják vinni gyakorlatba. Emiatt a Szabadkai Műszaki Szakfőiskola olyan oktatási módszert alkalmaz, amely lehetővé teszi az elméleti tudás gyakorlatban való elsajátítását, így az Intézmény számára kiemelkedően fontos a remek partnerkapcsolat fenntartása a térségben működő gazdasági szereplőkkel. Ezek a gazdasági szereplők közé számos olyan környékbeli vállalat tartozik, amelyekkel a Szabadkai Műszaki Szakfőiskola együttműködési szerződést kötött, és/vagy amelyek szakmai gyakorlatokra fogadják a hallgatókat. Ennek köszönhetően az Intézményen végzett hallgatók olyan gyakorlati és alkalmazható tudást szerezhetnek, amely segítségével viszonylag gyorsan helyezkedhetnek el vezető cégeknél a világ bármely pontján. Ez által, az Szabadkai Műszaki Szakfőiskola büszkén vallja, hogy az Intézményen végzett mérnökök a szakma hasznos tagjaivá válnak, akik munkájukkal és tudásukkal hozzájárulnak a társadalom fejlődéséhez. 

## Hallgatói tevékenységek
- Tésztahídépítő verseny (Budapest) – a 2010-es évtől kezdve Intézményünk hallgatói rendszeresen képviseltetik magukat a versenyen.
- Elektromobil verseny (Miskolc) – a 2012-es évtől kezdve Intézményünk hallgatói rendszeresen képviseltetik magukat a versenyen.
- Logikai kontroller programozási versenyek – Intézményünk hallgatói évek óta rendszeresen képviseltetik magukat a versenyen.
- Imagine Cup – a 2011-es évtől kezdve Intézményünk hallgatói rendszeresen képviseltetik magukat a versenyen. Az elmúlt időszakban számos elismerést és díjat is bezsebeltek Intézményünk hallgatói és képviseltették magukat már a világdöntőn is.
- Mérnökfutam – a 2013-as évtől kezdve Intézményünk hallgatói rendszeresen képviseltetik magukat az eseményen. A számos elismerés közül a harmadik helyezés és egy különdíj a legkiemelkedőbb teljesítmény Intézményünk hallgatóitól.
- BizKod – a 2016-os évtől kezdve Intézményünk az Infostud céggel karöltve minden évben diákversenyt szervez programozás témakörből (Hackathon)
- FootCode – a 2017-es évtől kezdve Intézményünk az FK Spartak Ždrepčeva krv-el együttműködve minden évben diákversenyt szervez információs és kommunikációs technológiai témakörből.
- GSZNHK – a 2017-es évben Intézményünk hallgatói részt vettek a XI. Gépészeti Szakterületek Nemzetközi Hallgatói Konferenciáján Győrben. Az egyik csapatunk elnyerte a legjobb technikai megoldás díját, valamint a közönségdíjat.
- Edu Robotics Cup – ERC – a 2021-es évben Intézményünk hallgatói részt vettek a versenyen, ahol figyelemreméltó sikereket értek el a versenyen elért 2. és 3. hely megszerzésével.
- Serbian Cybersecurity Challenge 2021 – a 2021-es évben Intézményünk hallgatói részt vesznek a versenyen.